# État de siège (film, 1972)
Pour les articles homonymes, voir État de siège (homonymie).
Pour plus de détails, voir Fiche technique et Distribution.
État de siège est un film franco-italo-ouest-allemand réalisé par Costa-Gavras, sorti en 1972.
L'intrigue s'inspire de l'enlèvement de Dan Mitrione, agent du FBI sous couverture de l'AID, par les Tupamaros en 1970.
À Montevideo (le scénario et le film ne parlent que « d'un pays d'Amérique du sud », mais laissent apparaître plusieurs références à Montevideo et à l'Uruguay), les rebelles d'extrême gauche du Mouvement de libération nationale (Tupamaros) enlèvent Philippe Michael Santore, officiellement fonctionnaire de l'Agence pour le développement international (AID - Agency for international development). Alors qu'il se décrit comme un conseiller technique, expert en communication et gestion de la circulation, ses geôliers lui exposent les preuves qu'ils ont recueillies et qui démontrent qu'il agit au nom du gouvernement des États-Unis en tant que conseiller pour la répression et la torture auprès des forces de sécurité du pays. L'incapacité de la police et de l'armée à le retrouver menace alors de dégénérer en crise politique.

## Synopsis
Le film s'ouvre sur la découverte d'une voiture suspecte garée dans une zone périphérique d'une grande ville (Montevideo). À l'arrière du véhicule, la police découvre sous la banquette arrière le corps du coopérant recherché Philip Michael Santore, qui avait été enlevé une semaine auparavant par des guérilleros urbains en compagnie d'un diplomate étranger. Le gouvernement ordonne alors des funérailles nationales qui sont retransmises à la télévision nationale. Les événements qui ont conduit à son assassinat sont ensuite présentés en flash-back. Outre le prétendu coopérant, qui est blessé par un coup de feu lors du kidnapping, les Tupamaros enlèvent un consul brésilien ainsi qu'un secrétaire de l'ambassade des États-Unis, relâché peu après. Santore et le consul sont emmenés dans une cachette secrète dans la cave d'un immeuble. C'est là que les ravisseurs masqués les retiennent prisonniers et les interrogent et enregistrent leurs réponses sur leurs activités dans les jours qui suivent. Un ultimatum exige la libération de prisonniers politiques en échange de la vie et de la liberté des otages.
Les activités précipitées du régime, qui se lance dans une chasse à l'homme intensive et se montre particulièrement répressif à l'égard des opposants en procédant à des enlèvements et à des assassinats par des soi-disant escadrons de la mort, attirent l'attention du journaliste libéral et respecté Carlos Ducas sur l'affaire. Il commence à enquêter sur Santore, considéré jusqu'alors comme un fonctionnaire plutôt discret, en tant qu'employé d'une organisation d'aide au développement appelée AID.
Ducas découvre qu'il s'agit en réalité d'un emploi de couverture, derrière laquelle se cachait un spécialiste américain de la lutte contre révolutionnaire. Santore lui-même avait formé aux Etats-Unis, dans des camps d'entraînement spécialisé, des cadres supérieurs de la police des juntes militaires latino-américaines. Il assistait ainsi sur place, en tant que conseiller de police, différents régimes autoritaires avec lesquels les Etats-Unis sont alliés. Il était notamment chargé d'enseigner aux policiers les techniques d'infiltration et de torture par électrochocs contre les opposants au système et autres personnes politiquement indésirables.
Lors des interrogatoires des preneurs d'otages, Santore est confronté aux informations correspondantes qu'il ne peut finalement plus nier après avoir nié et relativisé dans un premier temps. La découverte progressive de la pratique répressive et hostile aux droits de l'homme de la dictature entraîne une crise politique grave, devant laquelle le journaliste Ducas voit lui aussi de plus en plus clairement le véritable contexte de la prise d'otages. Mais à la veille de la démission du gouvernement et de la perspective d'élections libres, la police réussit un coup de filet qui conduit à l'arrestation des principaux leaders du mouvement clandestin. Les négociations écrites avec les preneurs d'otages restants sont alors rompues et la mort de l'otage, qui a perdu son importance pour le pouvoir en place, est acceptée.
Pour les preneurs d'otages, dont l'objectif principal était d'inciter le gouvernement à démissionner en révélant les pratiques du régime en matière de politique intérieure, leur action a donc échoué. L'assassinat des otages ne reste qu'une question tactique de sa propre cohérence, qui donne lieu à des discussions controversées parmi les ravisseurs. En fin de compte, une consultation des sympathisants, menée lors de réunions subversives lors de trajets nocturnes en bus, permet de décider par vote, à la manière d'un jury, que Santore sera abattu ou non. Le diplomate brésilien et un employé de l'ambassade britannique, également enlevé entre-temps, sont libérés. La scène d'enterrement initiale se répète à la fin du film, le cercueil est chargé dans l'avion diplomatique pour le transport aérien.
Le successeur de Santore descend alors de l'avion qui vient d'atterrir sur le tarmac.

## Fiche technique
Sauf indication contraire, les informations mentionnées dans cette section peuvent être confirmées par la base de données cinématographiques IMDb,  présente dans la section « Liens externes ».
- Titre original français : État de siège
- Titre italien : L'amerikano
- Titre ouest-allemand : Der unsichtbare Aufstand
- Titre anglophone : State of Siege
- Réalisation : Costa-Gavras
- Assistant-réalisateur : Christian de Chalonge
- Scénario : Franco Solinas[2]
- Photo : Pierre-William Glenn
- Décors : Jacques d'Ovidio
- Musique : Míkis Theodorákis
- Montage : Françoise Bonnot
- Sociétés de production : Reggane Films, Euro International Film (EIA), Unidis et Dieter Geissler Filmproduktion
- Distribution : Valoria Films (France), Constantin Film (Allemagne de l'Ouest)
- Pays de production :  France,  Italie et  Allemagne de l'Ouest
- Genre : drame politique
- Durée : 121 minutes
- Dates de sortie : 
  - Allemagne de l'Ouest : 30 décembre 1972
  - France :  8 février 1973 (Paris)
  - Italie : 22 mars 1973

## Distribution
- Yves Montand : Philip Michael Santore
- Renato Salvatori : Capitaine Lopez
- O. E. Hasse : Carlos Ducas (doublé par Julien Guiomar)
- Jacques Weber : Hugo, membre dirigeant des Tupamaros
- Jean-Luc Bideau : Este, membre dirigeant des Tupamaros
- Jacques Perrin : le standardiste militaire en début de film et un journaliste en fin de film (non crédité ; il est cependant crédité comme producteur exécutif du film)
- André Falcon : le député Fabbri
- Maurice Teynac : le ministre de l'intérieur
- Yvette Étiévant : la femme du sénateur
- Christian Marin : un policier
- Maurice Jacquemont : le doyen de la faculté de droit

## Production
Costa-Gavras tourne le film au Chili sous la présidence de Salvador Allende, peu avant le coup d'État du 11 septembre 1973, notamment à Santiago, Valparaíso et Viña del Mar.

## Musique
La musique originale est composée par Míkis Theodorákis et interprétée par Los Calchakis. On peut également entendre  Fantaisie et fugue en sol mineur pour orgue, 1re partie (Fantaisie), (BWV 542a) de Jean-Sébastien Bach dans la scène de la cérémonie funèbre de Philip Michael Santore.

## Distinctions

### Récompenses
- Prix Louis-Delluc 1973[5]
- British Academy Film Awards 1974 : United Nations Award

### Nominations
- Golden Globes 1974 : meilleur film en langue étrangère
- British Academy Film Awards 1974 : meilleure musique de film
- New York Film Critics Circle Awards 1974 : meilleur réalisateur, meilleur film et meilleur scénario